# 傑里米·馬奎爾
傑里米·馬奎爾（英語：Jeremy Maguire，2011年8月10日—）是一名兒童演員，因在2015年至2020年的情景喜劇《摩登家庭》中扮演喬·普里切特而闻名。2021年，傑里米·馬奎爾首次出演电影《I'm Not Here》，该电影为劇情片。